# Живко Бояджиев (футболист)
 Тази статия е за българския футболист.  За езиковеда вижте Живко Бояджиев.  
Живко Красимиров Бояджиев е български футболист, полузащитник.
Роден е на 6 ноември 1976 г. във Варна. Висок е 181 см и тежи 73 кг. Играл е за Феърплей (Варна), Славия, Добруджа, Спартак (Варна) и Лапта (Кипър). От есента на 2006 г. играе за Калиакра. В А група има 26 мача и 4 гола. По-късно е треньор на Спартак 1918 (Варна) родени 2002.

## Статистика по сезони
- Феърплей – 1997/98 – В група, 14 мача/3 гола
- Феърплей – 1998/99 – В група, 23/6
- Феърплей – 1999/00 – В група, 31/14
- Феърплей – 2000/ес. - В група, 15/7
- Славия – 2001/пр. - А група, 9/0
- Славия – 2001/ес. - А група, 3/0
- Добруджа – 2002/пр. - Б група, 12/2
- Феърплей – 2002/03 – В група, 27/8
- Спартак (Вн) – 2004/пр. - А група, 1/0
- Спартак (Вн) – 2004/ес. - А група, 11/1
- Лапта – 2005/пр. - Трета Кипърска Лига, 12/4
- Лапта – 2005/ес. - Трета Кипърска Лига, 10/3
- Спартак (Вн) – 2006/пр. - Източна Б група, 5/1
- Калиакра – 2006/07 – Източна Б група